# ジダニ・モスト - シェンティイ線

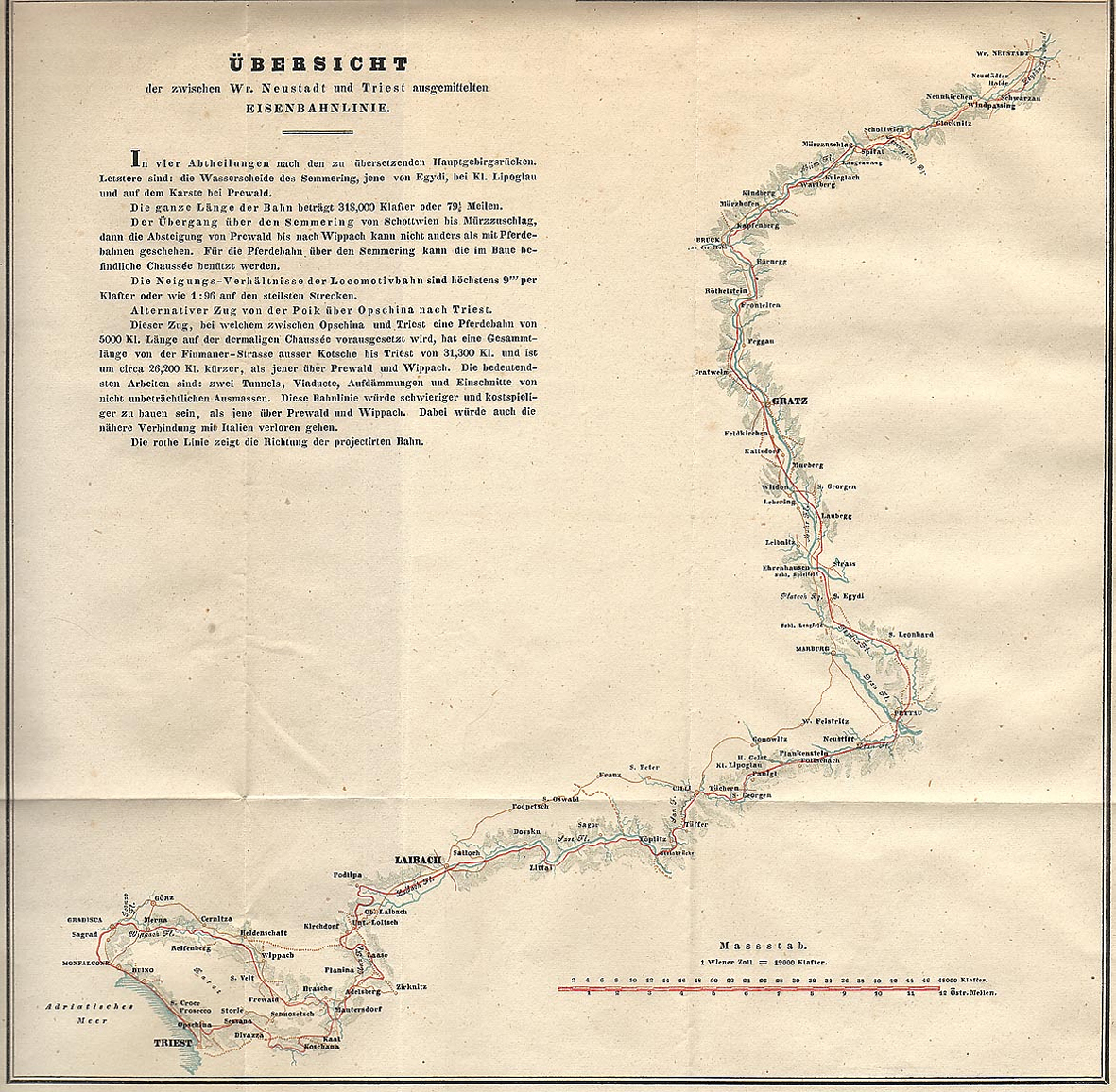
1841年に作成されたオーストリア南部鉄道の路線図

ジダニ・モスト - シェンティリ線 (スロベニア語: Železniška proga Zidani Most - Šentilj) はスロベニア共和国のジダニ・モストとシェンティリを結ぶ路線である。シェンティリ駅からオーストリアとの国境を越えるとシュピールフェルト・シュトラス駅があり、ウィーン方面に直通する。汎ヨーロッパ回廊の10号線A支線（グラーツ - マリボル - ザグレブ）の一部を形成する。

## 歴史
オーストリア帝国時代の1846年6月2日にウィーン・グロッグニッツ鉄道会社（ドイツ語: Wien-Gloggnitzer Eisenbahn Gesellschaft）によって建設されたオーストリア南部鉄道の一部としてグラーツ - シェンティリ - ツェリェ間が開業したのが始まりである。1843年7月にグラーツ - ツィリ（現在ツェリェ）間の鉄道建設が許可されて、二つの路線経路の中、現在の経路が採択された。当時に鉄道の所有権は南部帝国鉄道（k.k. südliche Staatsbahn）にあり、ウィーン・グロッグニッツ鉄道会社は運営を担当した。1849年8月18日にはツェリェ - ジダニ・モスト - ライバッハ（現在リュブリャナ）間が開業した。その区間の工事は1848年革命の影響で遅延されていた。1854年ゼメリング区間の開通で、ウィーンとライバッハの間に列車運行が可能となった。
1917年7月10日プラーガーホーフ駅（現在プラゲルスコ駅）で貨車に積載された機雷が爆発する事故が発生した。その爆発は並んでいた線路では軍人輸送列車と装甲列車に影響して、装甲車の爆薬ピクリン酸も爆発した。この事故で43人が死亡し75人が負傷を負って、駅区内の8線複線線路は420 m長さで破壊された。
第一次世界大戦後、スロベニアはユーゴスラビア王国の一部となり、シェンティリ駅がユーゴスラビアとオーストリアとの国境駅となった。終戦直後には「セルビア人・クロアチア人・スロベニア人王国鉄道」（Železnice Kraljevine Saba, Hrvata i Slovenaca (SHS)）が国境線 - ジダニモスト区間を引き受けて、1929年にはユーゴスラビア国営鉄道 (Jugoslovenske Državne Železnice, JDŽ) に改称された。
1941年4月にナチス・ドイツのユーゴスラビア侵攻によりニーダーシュタイアーマルク民政地域は帝国大管区に併合された。その結果、スロベニア区間はドイツ国営鉄道（Deutsche Reichbahn, DR）の路線網に編入された。1944年当時にこの路線は現在の南部鉄道、ジダニ・モスト - リュブリャナ区間とともに同じ路線番号で統合された。
第二次世界大戦後にこの路線はJDŽに復帰した。1954年以降 、JDŽの名称は「ユーゴスラビア鉄道」（Jugoslovenske železnice）に変更された。社会主義路線を取るユーゴスラビア連邦人民共和国の成立と冷戦の影響でオーストリアとイタリアを結ぶ列車は主にタルヴィージオ経由の路線を使用するようになった。1991年からスロベニア鉄道がこの路線を運営している。
全線が電化されており、複線化工事も進められてきたものの、（ヴェルンドルフ - ）国境 - マリボル間は単線となっている。

## 運行形態
リュブリャナとウィーンを結ぶ国際列車が当線を経由するほか、国内列車も設定されている。
- IC: ブダペスト - ジェール - ソンバトヘイ - セントゴットハールト - グラーツ - マリボル - チェリエ - ジダニ・モスト - リュブリャナ。
- EC: ウィーン - ウィーナー・ノイシュタット - ブルック（ムル）- グラーツ - シュピールフェルト＝シュトラース - マリボル - プラゲルスコ - チェリエ - ラシュコ - ザグレブ/トリエステ。1日2往復。
- EN: ブラティスラバ - ウィーン - グラーツ - マリボル - チェリエ - ザグレブ - スプリット。